# Jelte Rep
Jelte Rep (Zaandam, 15 juni 1940) is een Nederlands voormalig journalist van het dagblad Trouw, documentairemaker en scenarioschrijver voor de NCRV alsmede publicist. Daarnaast is hij een groot liefhebber van het mahjongspel. Naast de oprichting van een eigen club, het organiseren van diverse mahjongtoernooien en het schrijven van diverse boeken over mahjong, geeft hij ook regelmatig les in dit spel.

## Historische boeken
- 1977: Englandspiel: spionagetragedie in bezet Nederland 1942-1944, ISBN 9026945612 en ISBN 9789026945618

Als vervolg op een televisiedocumentaire voor de NCRV over het spionagedrama tijdens de Tweede Wereldoorlog schreef hij dit boek, dat nog uitgebreider ingaat op dit thema.
- 1984: S.O.S. Paulus Potter: de ondergang van een Hollands vrachtschip in een Poolzee-slag – zomer 1942, ISBN 9789062072941

Schetst aan de hand van getuigenissen van overlevenden een beeld van de ondergang van een Hollands vrachtschip dat deel uitmaakte van het door de Duitsers in de zomer van 1942 vernietigde konvooi PQ17.
- 1996: Atjeh, Atjeh!, ISBN 9789068015188

Zoektocht naar sporen van de Atjehoorlog, een koloniale oorlog die Nederland voerde met het aanvankelijk doel om de zeevaart door Straat Malakka te beveiligen tegen de Atjehse zeerovers. Geleidelijk werd het streven echter om Atjeh toe te voegen aan Nederlands-Indië. Het boek combineert eigen impressies met historische gebeurtenissen, verslagen en andere documenten over deze onthutsende oorlog.
- 2007: Zaans groentje en andere verhalen, ISBN 9789054292494

Verhalen over zijn jeugdjaren in de Zaanstreek, waarin hij met veel humor over de schaarse jaren tijdens en na de oorlog vertelt.

## Mahjongboeken
- 2003: Het Groot Mahjong boek, ISBN 9789043903967
- 2007: The Great Mahjong Book, History, Lore and Play, ISBN 9780804837194, Engelse uitgave van Het Groot Mahjong boek
- 2009: Het Nieuw Mahjong boek, ISBN 9789081471312

## Televisiescenario's
Als scenarioschrijver werkt Jelte Rep veel samen met regisseur Bram van Erkel en schrijver Felix Thijssen:
- 1984: dramaserie Het vonnis
- 1988-1991: komedie Prettig geregeld
- 1989: komedie Rust roest
- 1993: dramaserie Coverstory